# Miss Slovenia
Miss Slovenia este un concurs de frumusețe național la care pot participa numai femei necăsătorite din Slovenia. Concursul are loc din anul 1990, câștigătoarele pot candida la concursul Miss World. Între anii 2001 - 2003 mai exista și concursul Miss Universe Slovenia, câștigătoarele putând candida la concursul Miss Universe. Iris Mulej este singura candidată ca a câștigat ambele titluri, în anul 2002 este aleasă Miss Universe Slovenia, iar în 2006 Miss Slovenia.

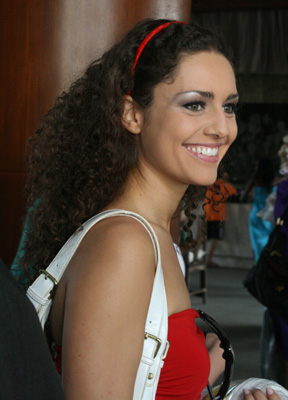
Tadeja Ternar, Miss Slovenia 2007

## Miss Slovenia
| Anul | Miss Slovenia     |
| ---- | ----------------- |
| 1990 | Vesna Musić       |
| 1991 | Teja Skarza       |
| 1992 | Nataša Abram      |
| 1993 | Metka Albreht     |
| 1994 | Janja Zupan       |
| 1995 | Teja Boškin       |
| 1996 | Alenka Vindiš     |
| 1997 | Maja Šimec        |
| 1998 | Miša Novak        |
| 1999 | Neda Gačnik       |
| 2000 | Maša Merc         |
| 2001 | Rebeka Dremelj    |
| 2002 | Nataša Krajnc     |
| 2003 | Tina Zajc         |
| 2004 | Živa Vadnov       |
| 2005 | Sanja Grohar      |
| 2006 | Iris Mulej        |
| 2007 | Tadeja Ternar     |
| 2008 | nicht ausgetragen |
| 2009 | Tina Petelin      |

## Miss Universe Slovenia
| Anul    | Miss Universe Slovenia |
| ------- | ---------------------- |
| 2001    | Minka Alagič           |
| 2002    | Iris Mulej             |
| 2003    | Polona Baš             |
| 2004-06 | nicht ausgetragen      |
| 2007    | Tjaša Kokalj           |
| 2008    | Anamarija Avbelj       |
| 2009    | Mirela Korač           |